# Muusoctopus karubar
Muusoctopus karubar is een inktvissensoort uit de familie van de Enteroctopodidae. De wetenschappelijke naam van de soort werd voor het eerst geldig gepubliceerd in 1997 door Norman, Hochberg en C.C. Lu als Benthoctopus karubar.